# Кузьмин, Василий Андреевич
Василий Андреевич Кузьмин (1930, Северо-Кавказский край — 8 ноября 2010, Минеральные Воды, Ставропольский край) — бригадир проходчиков шахты № 40 (г. Воркута).

## Биография
Приехал в Воркуту в ноябре 1953 года, поступил на работу на шахту № 40 (ныне шахта «Воркутинская»), где прошли все 34 года его трудовой деятельности в угольной промышленности. Начинал помощником комбайнёра, работал бригадиром проходчиков до 1972 года, затем подземным электрослесарем службы главного механика. Бригада проходчиков В. А. Кузьмина была широко известна в комбинате «Воркутауголь». Им и его товарищами внесено немало ценных рационализаторских предложений по использованию новой горнодобывающей и проходческой техники, поступающей на шахты Воркуты. Особенно отличились проходчики при проведении скоростной углубки ствола без остановки шахты, что позволило достичь высоких показателей в 8-й пятилетке.

## Награды и звания
В 1971 году за выдающиеся успехи в выполнении заданий пятилетнего плана, достижение высоких технико-экономических показателей присвоено звание Героя Социалистического Труда. Он награждён орденом Трудового Красного Знамени, медалью «За доблестный труд. В ознаменование 100-летия со дня рождения В. И. Ленина». Полный кавалер «Шахтёрской славы», заслуженный рационализатор Коми АССР.